# (318682) Carpaccio
Pour les articles homonymes, voir Carpaccio (homonymie).
(318682) Carpaccio est un astéroïde de la ceinture principale.

## Description
(318682) Carpaccio est un astéroïde de la ceinture principale. Il fut découvert le 29 août 2005 à l'observatoire de Saint-Sulpice par Bernard Christophe. Il présente une orbite caractérisée par un demi-grand axe de 2,77 UA, une excentricité de 0,08 et une inclinaison de 3,6° par rapport à l'écliptique.
Il est nommé d'après le peintre vénitien Vittore Carpaccio.